# Sant C'hireg
Le Sant C'hireg est un côtre à tapecul, réplique d'un langoustier de Camaret des années 1920.
Il a été construit en 1986 au chantier Gendron de Noirmoutier  par son Denis Le Bras qui en a été propriétaire jusque fin 2019. Il effectue principalement la visite de la réserve naturelle des Sept-Îles au départ de Perros-Guirec ou de Trégastel.
Son immatriculation est PL648820 (quartier maritime de Paimpol).
Il a le label BIP (Bateau d'intérêt patrimonial) de la Fondation du patrimoine maritime et fluvial depuis 2012.
Aujourd'hui, le Sant C'hireg propose toujours des sorties à la réserve naturelle des Sept Iles avec Laurence Delmont et Emmanuel Guern, les nouveaux propriétaires depuis janvier 2020.

## Histoire

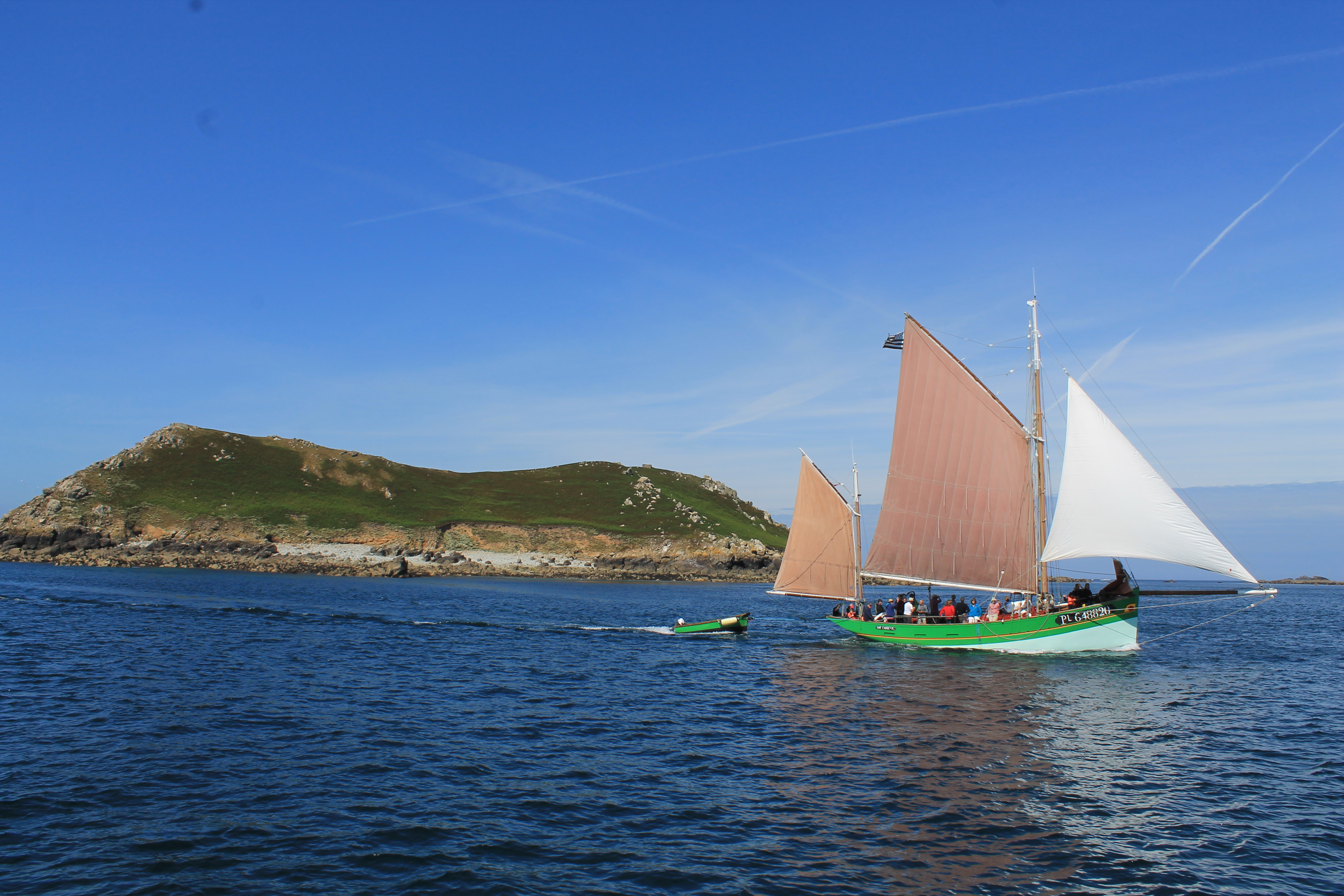
Le Sant C'hireg avec l'Île Bono en arrière plan.

Sa coque est en fibre de verre et résine mais respecte le plan et le gabarit des bateaux de pêche traditionnels construits en bois du début du XXe siècle. Le pont et le reste des superstructures sont en bois.
Dès son lancement, il est armé en NUC (navire à utilisation collective). Il est équipé de douze couchages pour des croisières et peut embarquer jusqu'à 23 passagers à la journée.
Il porte le nom breton de Saint Guirec, moine gallois qui débarqua sur l'anse Saint-Guirec à Ploumanac'h au Ve siècle. Sur la plage se trouve l'oratoire de Saint-Guirec érigé entre la fin du XIe siècle et le début du XIIe siècle.